# Rudolf Preisinger
Rudolf Preisinger (* 17. Dezember 1957 in Rotthalmünster) ist ein deutscher Agraringenieur und Genetiker. Er war Chefgenetiker bei Lohmann Tierzucht in Cuxhaven. 
Rudolf Preisinger studierte 1977 bis 1981 an der Fachhochschule Weihenstephan, Abteilung Schönbrunn, Landbau mit dem Abschluss Diplomagraringenieur (FH). In den Jahren 1981 bis 1984 studierte er  Agrarwissenschaften, Fachrichtung Tierproduktion, an der Universität Kiel und erhielt den Abschluss Diplomagraringenieur. Von 1984 bis 1986 war er wissenschaftlicher Mitarbeiter am Institut für Tierzucht und Tierhaltung der Universität Kiel. 1986 wurde er promoviert. Von 1987 bis 1992 war er Hochschulassistent an der Universität Kiel im Institut für Tierzucht und  Tierhaltung. Seit 1993 ist er als Genetiker bei der Firma Lohmann Tierzucht in Cuxhaven tätig. 1994 erfolgte seine Habilitation im Fachgebiet Tierzucht und Haustiergenetik an der Universität Kiel, wo er danach zunächst als Privatdozent, seit 1998 als außerplanmäßiger Professor lehrt. Seit 1998 war er Geschäftsführer der Firma Lohmann Tierzucht in Cuxhaven und zugleich Leiter deren Abteilung für Genetik.
2011 erhielt Preisinger eine Geldstrafe auf Bewährung wegen „quälerischer Tiermisshandlung“, weil er im Unternehmen Lohmann jungen Hühnern jahrelang Kämme und Zehen amputieren ließ, was den Tieren langanhaltende Schmerzen verursachte und nur Kennzeichnungszwecken diente. 2016 schied er aus der Geschäftsführung aus.
Preisinger ist Mitglied des 2014 gegründeten Kompetenzkreises der Initiative „Eine Frage der Haltung – neue Wege für mehr Tierwohl“ des Bundesministeriums für Ernährung und Landwirtschaft für den Bereich Nutztiere. Er erhielt auf der gemeinsamen Vortragstagung der Deutschen Gesellschaft für Züchtungskunde (DGfZ) und der Gesellschaft für Tierzuchtwissenschaften (GfT) am 20. September 2016 in Hannover die Hermann-von-Nathusius-Medaille der DGfZ.

## Schriften (Auswahl)
- Berücksichtigung des Herdeneinflusses bei der Zuchtwertschätzung von Bullen. Dissertation, Institut für Tierzucht und Tierhaltung, Kiel 1986
- Optimierung der Superovulationsinduktion beim Rind und ihre Auswirkungen auf die Leistung der Donoren und ihrer Nachkommen. (= Schriftenreihe des Institutes für Tierzucht und Tierhaltung der Christian-Albrechts-Universität zu Kiel 84), 1993, ISSN 0720-4272